# 小田眞一
小田 眞一（おだ しんいち、1953年10月26日 - ）は、日本の政治家。神奈川県大井町長（1期）。元大井町議会議員（4期）。

## 来歴
神奈川県足柄上郡大井町生まれ。神奈川県立小田原高等学校、明治大学経営学部経営学科卒業。
2004年（平成16年）、大井町議会議員選挙に立候補し初当選。2016年（平成28年）に4選。議長を務めた。
2018年（平成30年）12月9日に行われた大井町長選挙に立候補し、元町議の鈴木武夫、元町議の諸星光浩らを破り初当選した。投票率は過去最低の48.37％を記録した。12月22日、町長就任。

## 政策・人物
- 2021年（令和3年）3月1日、LGBTなど性的少数者のカップルが婚姻に相当する関係にあると認める「パートナーシップ宣誓制度」を導入すると発表した。同日から2週間意見を募集し、意見を反映させながら制度を創設する[5]。同年7月1日、同制度を開始[6]。